# Saison 4 de Teen Witch
 (juin 2015).
Si vous disposez d'ouvrages ou d'articles de référence ou si vous connaissez des sites web de qualité traitant du thème abordé ici, merci de compléter l'article en donnant les références utiles à sa vérifiabilité et en les liant à la section « Notes et références ».
Chronologie
Saison 3
Cet article présente les épisodes de la quatrième saison de la série télévisée américaine Teen Witch (Every Witch Way).

## Production
Tous les épisodes sont scénarisés par Catharina Ledeboer avec Charlotte Owen et/ou Gloria Shen et/ou Jeff Sayers, et réalisés par Clayton Boen.

## Épisodes

### Épisode 1: Un monde sans toi (A World Without You)
États-Unis : 6 juillet 2015

### Épisode 2: Voyage avec le conseil des sorcières (Road Trippin')
États-Unis : 7 juillet 2015

### Épisode 3: Déjà dans les clairières (Ever in the Everglades)
États-Unis : 8 juillet 2015

### Épisode 4: Sous l'orage(Stuck in a Storm)
États-Unis : 9 juillet 2015

### Épisode 5: Le conte des vies opposées (A Tale of Two Lives)
États-Unis : 10 juillet 2015

### Épisode 6: Sœurs pour toujours!(Twisted Sister)
États-Unis : 13 juillet 2015

### Épisode 7: Déjeuner dans la nouvelle cafétéria (Lunch at Lola's)
États-Unis : 14 juillet 2015

### Épisode 8: Visage de singe (Monkey Face Emoji)
États-Unis : 15 juillet 2015

### Épisode 9: Le combat final (The Final Countdown)
États-Unis : 17 juillet 2015

### Épisodes 10 et 11: Le nouveau pouvoir de Diego (Diego's Wipedown)
États-Unis : 20 juillet 2015

### Épisode 12: La réunion de famille des Van Pelt (Van Pelt Reunion)
États-Unis : 21 juillet 2015

### Épisode 13: Retour à la case départ (Back to Square One)
États-Unis : 22 juillet 2015

### Épisode 14: Le pouvoir de la bouteille (Power in a Bottle)
États-Unis : 23 juillet 2015

### Épisode 15: Qu'est ce qui se passerait si... (What If?)
États-Unis : 24 juillet 2015

### Épisode 16: Amiennemies (Frenemies)
États-Unis : 27 juillet 2015

### Épisode 17: Arrête Emma (Stop Emma)
États-Unis : 28 juillet 2015

### Épisode 18: Maman, je t'adore! (Mommie Dearest)
États-Unis : 29 juillet 2015

### Épisodes 19 et 20: La magie triomphera toujours! (A Girl's Sacrifice)
États-Unis : 30 juillet 2015